# 히로세 도모야스
히로세 도모야스(일본어: 廣瀬 智靖, 1989년 9월 11일 ~ )는 일본의 전 축구 선수이다.

## 구단 경력
과거 몬테디오 야마가타, 도쿠시마 보르티스에서 활동하였다.